# Vlag van Washington D.C.
De vlag van Washington D.C. bestaat uit drie rode sterren boven twee horizontale rode banden op een witte achtergrond. De vlag is gebaseerd op het familiewapen van de familie van George Washington, de eerste president van de Verenigde Staten, naar wie de stad Washington is vernoemd.
Washington D.C. kreeg op 15 oktober 1938 pas deze vlag; tot die datum had dit stad geen vlag. De vlag werd ontworpen door de grafisch ontwerper Charles A.R. Dunn, die dit ontwerp al in 1921 voor het eerst presenteerde.
In 2002 besloot het stadsbestuur van Washington de vlag te veranderen, als middel om de federale overheid onder druk te zetten. Washington wil(de) namelijk vertegenwoordigers met stemrecht in het Amerikaans Congres (wat het district tot op heden niet heeft) en wilde daarom op de rode banden van de vlag de tekst Taxation Without/ Representation (vrij vertaald: "Belasting betalen zonder vertegenwoordigd te worden") plaatsen; tussen de sterren zou de afkorting DC moeten komen staan. Zodra Washington vertegenwoordigers met stemrecht zou krijgen, zou deze verandering weer teruggedraaid moeten worden. Het voorstel werd aangenomen, maar de steun voor het voorstel werd snel minder. Uiteindelijk heeft de burgemeester het voorstel niet ondertekend.
De vlag kwam als beste uit de bus met een score van 9,17 in een beoordeling van 150 Amerikaanse stadsvlaggen door de North American Vexillological Association.